# Med "Stavangerfjord" til Nordkap
Med "Stavangerfjord" til Nordkap är en norsk svartvit stumfilmsdokumentär från 1925. I tidningsannonser marknadsfördes den som "Den första verkliga turistfilm som någon blivit inspelad i Norge". Den skildrar Nord-Norge och Vestlandet och producerades av Bio-Film Compagni. Den premiärvisades den 19 oktober 1925 i Norge och distribuerades av Specialfilms AS.